# 샤밀 히사무트디노프
샤밀 샴샤트디노비치 히사무트디노프(러시아어: Шами́ль Шамшатди́нович Хисамутди́нов, 1950년 9월 20일~)는 소련의 레슬링 선수이다. 1972년 하계 올림픽 그레코로만형 라이트급에서 금메달을 획득했고 세계 선수권 대회에서 2회 우승했다.